# علم آخر الزمان في الإسلام
علم الأخرويات الإسلامية هي فرع من العقيدة الإسلامية تتعلق بنهاية التاريخ، ويسمى عند المسلمين بيوم القيامة، يوم الدين ويوم الحساب، حيث انتهاء الحياة، متبوعة بالبعث والحساب عند الله . وقت حدوث القيامة غير محدد، لكن حسب النبوءات، هناك علامات الساعة الصغرى وعلامات الساعة الكبرى التي تنبّئ بقرب حدوثها. وتذكر عدة آيات من القرآن الكريم بعض تفاصيل يوم الحساب.
إن الموضوع الرئيسي الذي تتناوله سورة القيامة هو البعث. تصف الأحاديث النبوية وتعاليق علماء المسلمين أمثال الغزالي، ابن كثير، ابن ماجة، البخاري وابن خزيمة أحداث الفتنة الكبرى. وليوم الحساب عدة أسامي منها اليوم الآخر، الساعة، اليقين.
تعتبر الأحاديث النبوية أكثر تحديدا من القرآن الكريم، وتصف 12 علامة كبرى للقيامة. وفي اليوم الآخر تحدث «فوضى» وخراب عظيم على الأرض كما السماء. تتمحور بعض الأحداث الكبرى حول شخصيتي عيسى بن مريم والمهدي المنتظر. يؤسس المهدي حكما في المدينة المنورة يدوم 7 سنوات يدومها العدل والطريق القويم، فيما ينزل عيسى بن مريم من الجنة ويحارب المسيح الدجال. وستحرر هاتان الشخصيتان الإسلام من التطرف والضعف. وسيلي الحدثان سنوات يعيش فيهما الناس حسب القيم الإسلامية.
ومثل الديانات الإبراهيمية الأخرى، فإن الإسلام يحرص على تلقين وجود البعث بعد الموت، متبوعا بحساب نهائي وفصل أبدي بين المؤمن والفاسق. أما الأدب الإسلامي الأخروي فيصف معركة هرمجدون المعروفة باسم الملحمة الكبرى. ويجازى المؤمنون بنعيم الجنة، ويعاقب الفاسقون بجحيم جهنم.

## أركان الإيمان
الإيمان باليوم الآخر ركن من أركان الإيمان الستة في الإسلام السني، وواحد من الأركان السبعة في الإسلام الشيعي.

### اليوم الآخر في الإسلام
ويتضمن القرآن الكريم خصائص حول يوم القيامة بينها:
1. أن وقت حدوثها يعلمه الله وحده فقط.[17]
2. حتى محمد رسول الله ﷺ لا يمكنه الإتيان بها.[18]
3. سيظن الذين ماتوا عند بعثهم أن وقتا قليلا مرّ فقط بين وفاتهم والقيامة.[19]
4. لا يبقى شيء سوى الله الذي خلق الكون ثم أفناه.[20] ثم الله سيحيي الجميع[21]
5. الذين آمنوا بآلهة أخرى سيعانون في الحياة الآخرة.[22]

## علامات نهاية الزمن
في الإسلام، عدد من علامات الساعة الصغرى وعلامات الساعة الكبرى تسبق نهاية الزمان. هناك نقاش حول ما إذا كانت هذه العلامات ستحدث في وقت واحد، أو على فترات من الزمن، ويصنفها العلماء المسلمين عادة إلى ثلاثة فترات كبرى.
1. يظهر الشذوذ الجنسي بين الناس حتى يرتكبون الخطيئة بشكل عمومي، وستصيبهم الأمراض والأوبئة التي لم يكن آبائهم يعرفونها.
2. يغش الناس في القسط والميزان (التجارة، الاقتصاد...) فيصابون بالمجاعة والمصائب والاضطهاد كنتيجة لعملهم.
3. يوقفون العمل الخيري والصدقة ويتفاخرون بالثراء، فيتوقف المطر ولا تمطر السماء إلا للحيوانات.
4. يخونون عهدهم مع الله ورسوله فيسمح الله لأعدائهم ليصبحوا أقوياء ويسلبوهم بعض ممتلكاتهم.
5. من لا يعيش وفق تعاليم كتاب الله يحارب نفسه بنفسه.[ملاحظة 1]

### العلامات الصغرى
علامات الساعة الصغرى  هي العلامات المتقدمة ليوم القيامة، والفرق بينها وبين علامات الساعة الكبرى أن الكبرى يعقبها قريباً قيام الساعة، ويكون لها تأثيرٌ كبير، ويَشعر بها جميع الناس، أما الصغرى فقد تتقدم على الساعة بزمن، وتقع في مكان دون مكان، ويشعر بها قوم دون قوم.

#### آخر العلامات الصغرى التي تؤذن بقدوم العلامات الكبرى
1. ظهور المهدي [14][25][26][27]

### العلامات الكبرى
وهي التي تعقبها الساعة إذا ظهرت وهي عشر علامات.
قال حذيفة رضي الله عنه: "اطلع النبي صلى الله عليه وسلم علينا ونحن نتذاكر فقال: ما تذكرون؟ قالوا نذكر الساعة، قال: إنها لن تقوم حتى تروا قبلها عشر آيات فذكر:
1. الدخان.
2. الدجال.
3. الدابة.
4. طلوع الشمس من مغربها.
5. نزول عيسى بن مريم عليه السلام.
6. يأجوج ومأجوج.
7. خسف بالمشرق.
8. خسف بالمغرب.
9. خسف بجزيرة العرب.
10. نار تخرج من اليمن تطرد الناس إلى محشرهم.[28]

### علامات أخرى
1. تهاجم مكة المكرمة وتهدم الكعبة.[ملاحظة 2]
2. ريح طيبة من الجنوب تميت المؤمنين بسلام.

## الإسخاتولوجيا الإسلامية في الأدب
كتب ابن النفيس عن الإسخاتولوجيا الإسلامية في كتابه الرسالة الكاملية في الرسالة النبوية (تقريبا 1270م) حيث استعمل المنطق، العلوم الإسلامية والفلسفة الإسلامية ليفسر كيف ستكون القيامة من منظور رواية أدب فلسفي.
ألف الكاتب عمران نزار حسين عدة كتب حول الإسخاتولوجيا الإسلامية (علم آخر الزمان)، حيث أن لأشهرها هو القدس في القرآن.